# カルロ・エマヌエーレ・アシナリ・ディ・サンマルツァーノ
カルロ・エマヌエーレ・アシナリ・ディ・サンマルツァーノ(イタリア語: Carlo Emanuele Asinari di San Marzano、1791年9月2日 - 1841年8月22日)は、イタリアのイタリア統一運動時代の革命家、愛国者、軍人である。イタリア統一運動の初期にあたるピエモンテ革命で主導的な役割を果たした。

## 生涯

### 軍人として
アシナリは1791年9月2日にトリノで生まれた。父フィリッポ・アントニオ・アシナリ(イタリア語: Filippo Antonio Asinari）は軍人兼外交官であったことからアシナリも軍人を志し、ナポレオン体制下でフランス軍に入隊して指揮官として高い実力を発揮、レジオンドヌール勲章も授与された。この間に自由主義に触れ、故郷サルデーニャ王国の立憲と解放を目指すようになる。その後、ウィーン体制成立後の1815年にはサルデーニャ王国に帰国し、ヴィットーリオ・エマヌエーレ1世の近衛兵副官となった。
1821年にはサントッレ・ディ・サンタローザ、ジャチント・プロヴァナ、グリエルモ・グリバルディ・モッファとともに四人でカルロ・アルベルトを尋ね、彼に開明的な王子として蜂起の先頭に立つよう説得する。そして実際にピエモンテ革命が起こった際には主導的役割を果たし、3月11日には蜂起に加担した軍隊を率いて中都市アレッサンドリアを占領した。その三日後にはカルロ・アルベルトのスペイン1812年憲法の採択宣言に参加し、それを承認した。
しかし新王カルロ・フェリーチェは革命を弾圧し、カルロ・アルベルトもフェリーチェの強い圧力に屈した。その結果、革命政府は王族の支持を全て失いアシナリは立場上反逆者となり、ピエモンテ革命が失敗すると欠席裁判では死刑判決を受けた。身の危険を感じてスイスを経由してロンドンに亡命し、革命運動からは距離を置いた。
カルロ・アルベルトが王位に就いた事で1835年には死刑が撤回され、サルデーニャ王国への帰国を許された。よって最期の数年は故郷トリノで過ごし、1841年8月22日に死去した。